# Hemerobiinae
Hemerobiinae es una subfamilia de crisopas pardas en la familia Hemerobiidae. Existen más de 5 géneros y por lo menos 200 especies descriptas en Hemerobiinae. Son de distribución holártica.

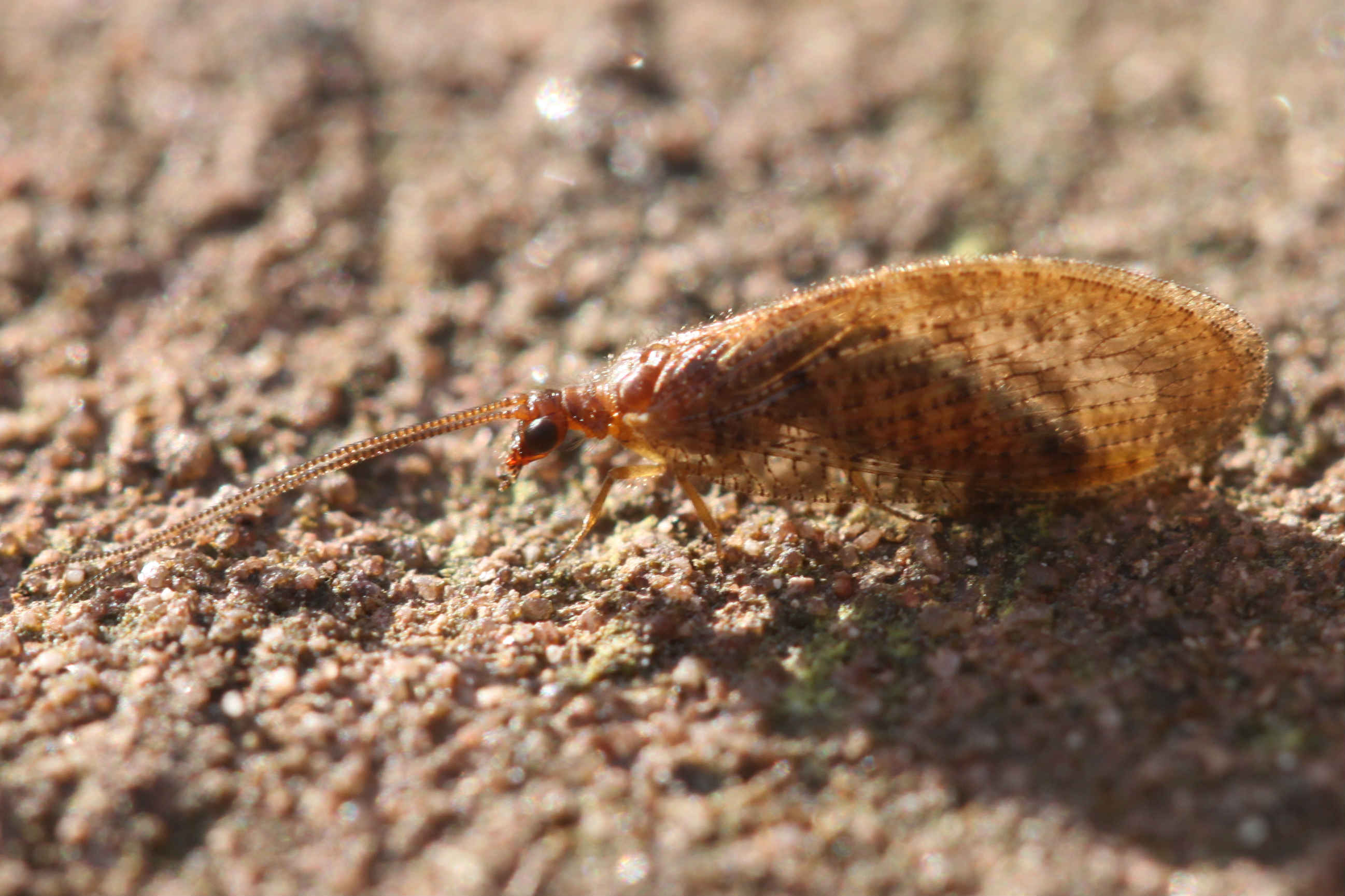
Hemerobius stigma

## Géneros
Estos  géneros pertenecen a la subfamilia Hemerobiinae:
- Adelphohemerobius Oswald, 1994
- Biramus
- Hemerobiella Kimmins, 1940 i c g
- Hemerobius Linnaeus, 1758 i c g b
- Nesobiella Kimmins, 1935 i c g
- Wesmaelius Krueger, 1922 i c g b

Fuentes de información: i = ITIS, c = Catalogue of Life, g = GBIF, b = Bugguide.net